# Heubatspitze
La Heubatspitze est une montagne allemande d'une altitude de 2 008 m qui se trouve dans le massif des Alpes d'Allgäu.